# Ján Lukáč
Ján Lukáč (* 27. července 1959) je bývalý slovenský fotbalista.

## Fotbalová kariéra
V československé lize hrál za Tatran Prešov. V československé lize nastoupil v 21 utkáních.

## Ligová bilance
| Ročník                                   | Zápasy | Góly | Klub          |
| ---------------------------------------- | ------ | ---- | ------------- |
| 1. československá fotbalová liga 1982/83 | 9      | 0    | Tatran Prešov |
| 1. československá fotbalová liga 1983/84 | 12     | 0    | Tatran Prešov |
| CELKEM                                   | 21     | 0    |               |